# Hungarosaurus tormai
Hungarosaurus tormai Osi, 2005 era un dinosauro erbivoro vissuto nel Cretaceo superiore (Santoniano, tra 85,8 e 84,9 milioni di anni fa) in Ungheria.
Questo dinosauro quadrupede dall'aspetto tozzo apparteneva agli anchilosauri, o dinosauri a placche.
Fino a questo momento, i resti dell'ungarosauro sono i più completi tra quelli degli anchilosauri ritrovati in Europa.
Analisi cladistiche indicano che questo dinosauro era un membro primitivo della famiglia dei nodosauridi.